# Gravity Recovery And Interior Laboratory
Het Gravity Recovery And Interior Laboratory ("Laboratorium voor reconstructie van de zwaartekracht en het inwendige") of GRAIL was een ruimtevaartproject waarbij rond de jaarwisseling 2011-2012 twee identieke ruimtetuigen in een baan om de Maan werden geplaatst om aan de hand van metingen van plaatselijke variaties in het zwaartekrachtveld de interne structuur en samenstelling van de Maan te bestuderen. De twee satellieten kregen de namen "Ebb" (GRAIL-A) en "Flow" (GRAIL-B). Op 17 december 2012 eindigde de vlucht met een gecontroleerde crash op het maanoppervlak.
De GRAIL-missie werd uitgevoerd in het kader van het Discoveryprogramma van NASA.